# Shūgiin-Wahl 1890
Die Shūgiin-Wahl 1890 war die erste Wahl zum Shūgiin, dem Unterhaus des japanischen Reichstages. Sie fand am 1. Juli 1890 statt. Die Verfassung des Japanischen Kaiserreiches sollte im 29. November 1890 in Kraft treten. Mit ihr wurde ein Reichstag aus zwei Kammern eingerichtet, dem bürgerlichen Shūgiin und dem adligen Kizokuin (Herren-/Oberhaus), die zusammen mit dem Tennō die Legislative ausübten. Neun Tage später, am 10. Juli 1890, fand die erste Adelswahl unter den Baronen, Vizegrafen und Grafen (伯子男爵議員互選選挙, haku-shi-danshaku giin gosen senkyo) für das Kizokuin statt.
Die 300 Abgeordneten wurden durch einfaches Mehrheitswahlrecht bzw. durch Blockwahl (完全連記制, kanzen renkisei; Plurality-at-large voting) in sogenannten „kleinen Wahlkreisen“ gewählt. Das waren 1890 214 Einzel- und 43 Zweimandatswahlkreise in 45 Präfekturen ohne Hokkaidō und Okinawa. Aktives Wahlrecht hatten männliche japanische Staatsbürger, die jährlich mindestens 15 Yen direkter Steuern zahlten. Damit gab es rund 450.000 Wahlberechtigte, was etwa 1,1 % der Gesamtbevölkerung Japans entsprach. Die Abstimmung war nicht geheim – das Wahlgeheimnis wurde erst im Jahr 1900 in das Wahlgesetz aufgenommen.
Zwar war die Regierung nicht dem Parlament, sondern dem Tennō verantwortlich, das heißt, sie musste sich auch nicht auf eine feste Mehrheit unter den sich im Parlament formierenden Parteien stützen. Allerdings galten die sogenannten Ritō (吏党, etwa „Amtsträger-Parteien“; auch 温和派, onwa-ha, „sanfte [=aus Regierungssicht moderate] Faktion“) als regierungsnah, das heißt, sie standen der herrschenden Meiji-Oligarchie aus den ehemaligen Lehen Satsuma und Chōshū nahe. 1890 waren das das Taiseikai (大成会) und die kleine Kokumin Jiyūtō („Liberale Volkspartei“). Im Gegensatz dazu standen die Politiker der „bürgerlichen Parteien“ (民党, Mintō), die sich in Kontinuität zur „liberalen Bürgerrechtsbewegung“ (Jiyū Minken Undō) formierten und für eine konstitutionelle Herrschaft gekämpft hatten: Die Rikken Jiyūtō („Konstitutionell-Liberale Partei“) und die Rikken Kaishintō („Konstitutionelle Fortschrittspartei“), aus denen sich bis zur Jahrhundertwende die größte Partei der Vorkriegszeit, das Rikken Seiyūkai, entwickelte.

## Wahlergebnis

Sitzverteilung

Die Wahlbeteiligung betrug 93,73 %.
| Partei | Partei                                                   | Sitze |
| ------ | -------------------------------------------------------- | ----- |
|        | Taiseikai                                                | 79    |
|        | Kokumin Jiyūtō („Liberale Volkspartei“)                  | 5     |
|        | Rikken Jiyūtō („Konstitutionell-Liberale Partei“)        | 130   |
|        | Rikken Kaishintō („Konstitutionelle Fortschrittspartei“) | 41    |
|        | Unabhängige                                              | 45    |
| Summe  | Summe                                                    | 300   |

## Auswirkungen
Das neue Shūgiin trat erstmals im November 1890 zusammen. Zum ersten Präsidenten wurde Nakajima Nobuyuki (Rikken Jiyūtō, Wahlkreis Kanagawa 5) gewählt, Vizepräsident wurde Tsuda Mamichi (Taiseikai, Wahlkreis Tokio 8).
Auch nach dem Wahlsieg der bürgerlichen Parteien regierte das seit 1889 amtierende erste Kabinett von Premierminister General Graf Yamagata Aritomo weiter, der den politischen Parteien ablehnend gegenüberstand. Allerdings kam es ab Ende 1890 zum Konflikt zwischen Regierung und Parlament um den Haushalt, über den Yamagata im Mai 1891 – offiziell aus „gesundheitlichen Gründen“ – zurücktrat und durch Matsukata Masayoshi ersetzt wurde. Das Spannungsverhältnis zwischen Unterhausmehrheit und Regierung bestimmte bis zum Ersten Japanisch-Chinesischen Krieg die Arbeit des Parlaments.